# Ejner Larsen (politiker)
 For alternative betydninger, se Ejner Larsen. (Se også artikler, som begynder med Ejner Larsen)
Ejner Tage Larsen (født 4. august 1940 i Vesterborg, død 14. juli 2000) var en dansk politiker og fagforeningsmand. Han var medlem af Folketinget, valgt for Socialistisk Folkeparti i Fyns Amtskreds 1987-1988.
Ejner Larsen gik i folkeskole 1948-1955 og arbejdede som bygningsarbejder, fabriksarbejder, montør og repræsentant 1960-1976. Han blev formand for SiD i Nyborg i 1976 og medlem af LO's repræsentantskab i 1980. Fra 1980 til 1983 var han medlem af SiD forhandlingsudvalg.

## Politisk karriere
Larsen var medlem af Socialistisk Folkepartis (SF) hovedbestyrelse 1975-1979 og 1981-1987, og af partiets forretningsudvalg 1975-1977 og 1986-1987. Han var medlem af SF's faglige landsudvalg 1974-1978 og fra 1981.
Han var folketingskandidat for SF ved folketingsvalget 1964 og ved valgene fra 1975 til 1990. Han opnåede valg ved valget i 1987 og var medlem af Folketinget fra 8. september 1987 – 10. maj 1988.
I oktober 1990 var han midlertidigt folketingsmedlem som stedfortræder for Hanne Thanning Jacobsen i 24 dage.
| Valg                  | Opstillingskreds          | Personlige stemmer | Valgt |
| --------------------- | ------------------------- | ------------------ | ----- |
| Folketingsvalget 1964 | Fåborg-Ærøskøbing-kredsen | 113                | nej   |
| Folketingsvalget 1975 | Nyborgkredsen             | 193                | nej   |
| Folketingsvalget 1977 | Odense Øst-kredsen        | 463                | nej   |
| Folketingsvalget 1979 | Odense Øst-kredsen        | 457                | nej   |
| Folketingsvalget 1981 | Nyborgkredsen             | 586                | nej   |
| Folketingsvalget 1984 | Nyborgkredsen             | 761                | nej   |
| Folketingsvalget 1987 | Odense Vest-kredsen       | 1377               | ja    |
| Folketingsvalget 1988 | Odense Vest-kredsen       | 1346               | nej   |
| Folketingsvalget 1990 | Odense Vest-kredsen       | 702                | nej   |

Larsen var også medlem af kommunalbestyrelsen i Nyborg Kommune 1978-1986.